# Midila martineziana
Midila martineziana is een vlinder uit de familie van de grasmotten (Crambidae). De wetenschappelijke naam van de soort is voor het eerst gepubliceerd in 1960 door José Antonio Pastrana.
De soort komt voor in Bolivia.